# 道祖尾弦
道祖尾 弦（さいのお ゆづる、Yuzuru SAINOO）は、日本の医師、医学者。学位は博士（医学）（長崎大学・2014年）。さいのお耳鼻咽喉科医院 院長。日本耳鼻咽喉科学会専門医、日本めまい平衡医学会認定医。

## 略歴
- 2003年 - 大分大学医学部・卒業。長崎大学医学部附属病院（現 長崎大学病院）耳鼻咽喉科・勤務
- 2005年 - 長崎市立市民病院（現 長崎みなとメディカルセンター）耳鼻咽喉科・勤務
- 2006年 - 佐世保中央病院・勤務
- 2007年 - 佐世保市立総合病院（現 佐世保市総合医療センター）勤務
- 2008年 - 長崎大学医学部附属病院 耳鼻咽喉科・勤務
- 2012年 - 長崎県五島中央病院・勤務
- 2014年 - 長崎大学大学院 医歯薬学総合研究科において博士（医学）号を取得[4]
- 2015年 - 現在、医療法人さいのお耳鼻咽喉科医院・院長

ほか

## 所属学会
- 日本耳鼻咽喉科学会
- 耳鼻咽喉科臨床学会
- 日本耳科学会
- 日本めまい平衡医学会